# Eremophila rigens
Eremophila rigens är en flenörtsväxtart som beskrevs av Chinnock. Eremophila rigens ingår i släktet Eremophila och familjen flenörtsväxter. Inga underarter finns listade i Catalogue of Life.